# Mark Feehily
Markus Michael Patrick Feehily (Sligo; 28 de mayo de 1980), más conocido como Mark Feehily, es un integrante del grupo pop irlandés Westlife. En 2009 fue declarado junto a sus compañeros de grupo como las celebridades más ricas de Irlanda alcanzando el puesto número 10 de una lista total de 100 por la revista OK.

## Carrera musical
En Westlife, Feehily es distinguido por su voz rica y conmovedora, que es prominente en la mayoría de las canciones de la banda. Comparte la mayoría de los vocales con Shane Filan.
Antes de Westlife, Feehily, Filan y Kian Egan vinieron de la banda IOU dónde escribió algunas canciones de la banda, "Everlasting Love" y "Together Girl Forever".
Feely habló con The Boston Globe de su vergüenza sobre el álbum de Westlife, Allow Us To Be Frank, y culpó a la compañía discográfica para grabarlo después de que Robbie Williams tuvo éxito con ese tipo de música, pero lo desestimó cómo "un tiempo extraño en nuestra carrera".
Feehily también ha coescrito algunas canciones, con algunos miembros de la banda, como "Imaginary Diva", "Reason for Living" o "Crying Girl".

## Vida personal
Feehily nació en Sligo, Irlanda. Sus padres son Oliver Feehily y Marie Verdon. Tiene dos hermanos menores. Ha expresado su agrado hacia el pintoresco y artístico ambiente de Sligo, lo cual acredita que dio paso a su interés por la música. Siendo niño, cantar y tocar la fluata irlandesa fueron elementos importantes. Su cantante favorita siempre ha sido Mariah Carey, con la que Westlife colaboró en Against All Odds (Take A Look At Me Now). En su adolescencia, solía jugar al tenis y a fútbol.
En agosto de 2005, se declaró homosexual en la revista The Sun. Feehily declaró identificar su orientación sexual a los 14-15 años. Su familia, compañeros de banda y amigos sabían su orientación sexual. El mánager de Westlife, Louis Walsh, no estaba al tanto de orientación sexual del cantante cuando comenzó a gestionar la banda. Como el único miembro homosexual de Westlife, Feehily había mantenido su orientación sexual privada. Declaró haber tenido relaciones heterosexuales en el pasado. En una entrevista declaró que, aunque la mayoría de sus fanes eran mujeres, no había habido ningún tipo de reacción negativa.
Durante una entrevista con The Sun, Feehily anunció su relación con el fotógrafo Kevin McDaid, miembro de la banda V. La pareja, que vivía junta, había estado saliendo desde enero de 2005. En diciembre de 2007, Feehily y Kevin aparecieron en la portada de Attitude. La pareja se comprometió en 2010. En diciembre de 2011 anunciaron su separación.
El 22 de febrero de 2019, anunció su compromiso con Cailean O'Neill en las Maldivas. El 28 de mayo de 2019, Feehily y O'Neill anunciaron que esperaban su primer hijo. Su hija, Layla, nació el 1 de octubre de 2019.